# Zisterzienserinnenabtei Argensolles

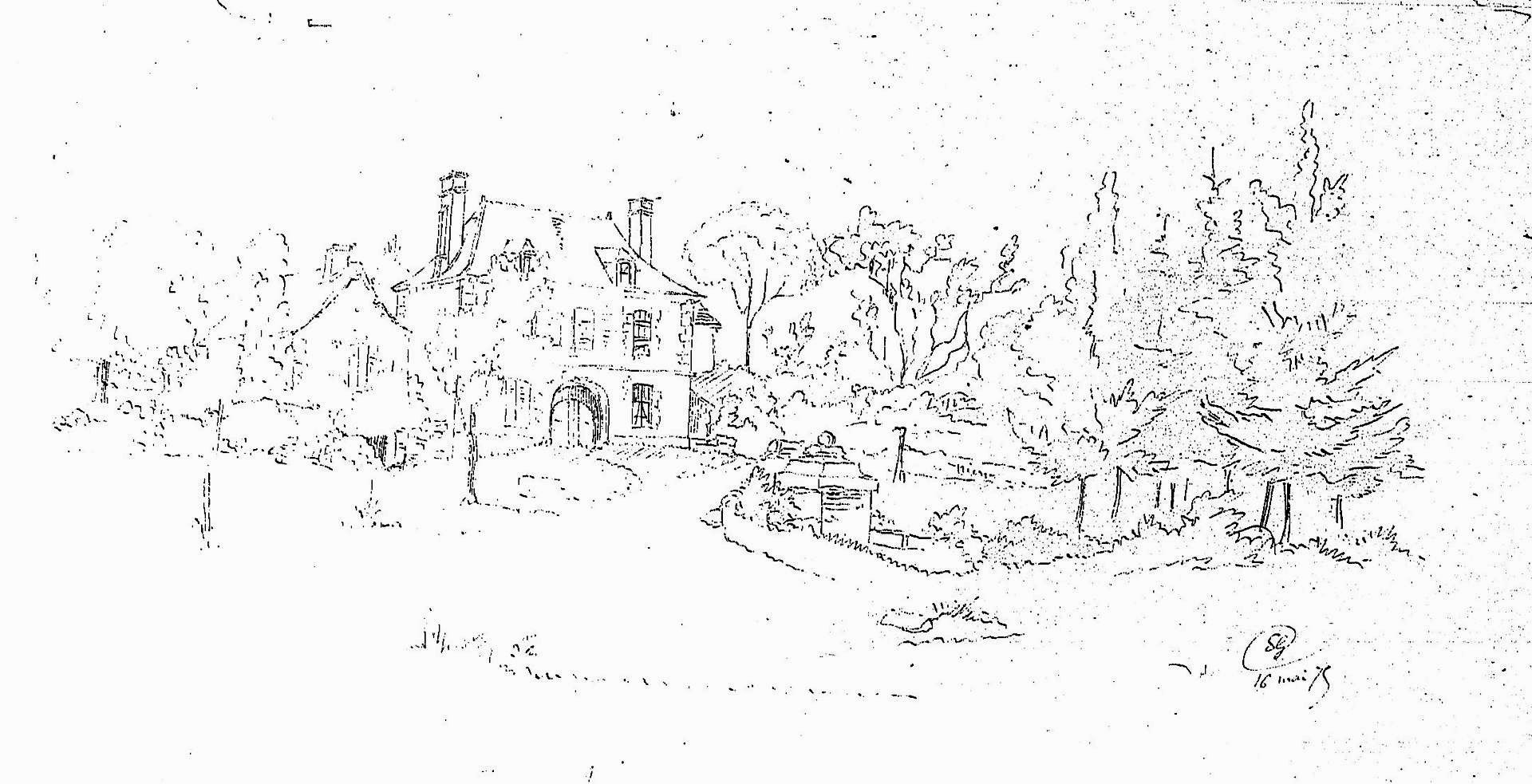
Emile Gastebois: Vue de l'Abbaye d'Argensolles (1875)

Die Zisterzienserinnenabtei Argensolles war von 1221 bis 1790 ein Kloster der Zisterzienserinnen in Moslins, einer Gemeinde im Département Marne in Frankreich.

## Geschichte
Durch Umwandlung eines Landguts der benediktinischen Abtei Hautvillers stiftete Blanka von Navarra 1221 südlich von Épernay im Bois d’Argensolles (am Ruisseau d’Argensolles) das Nonnenkloster Notre-Dame d‘Argensolles (auch: Argenselles, lateinisch: Argensolium, Argensolae oder Argentea Cella „Silberne Zelle“), das mit Schwestern aus der Zisterzienserinnenabtei Val-Notre-Dame besiedelt wurde. Die erste Äbtissin war die selige Ida von Argensolles (auch: Ida von Lüttich, † 1226). 1274 beherbergte das Kloster 90 Nonnen. Die Abtei, die Kloster Clairvaux unterstand, wurde 1790 durch die Französische Revolution aufgelöst und verkauft. Es kam zum völligen Abbau. Heute erinnert am Ort nur noch der Straßenname „Rue du Couvent d’Argensolle“ an das einstige Kloster. Verschiedene bewegliche Reste finden sich in Kirchen der Umgebung, u. a. die Grabplatte von Blanka in Mancy sowie die der Äbtissin Marguerite de Chastelvilain († 1351) in Épernay (Notre-Dame).